# 馬塔貝萊蘭

馬塔貝萊蘭位於辛巴威西部的紅色地區

马塔贝莱兰是辛巴威西南部的一个地区，馬塔貝萊蘭境內有北馬塔貝萊蘭省、布拉瓦约和南馬塔貝萊蘭省。馬塔貝萊蘭的名字來自於當地的原住民恩德貝萊族，當地的民族還有科伊桑人、科薩人、索托族、茨瓦纳人和聰加人。